# Laurent Dethier
Laurent-François Dethier of De Thier (Spixhe (Theux), 14 september 1757 - Theux, 1 juli 1843) was lid van het Belgisch Nationaal Congres en natuurwetenschapper.

## Levensloop
Na advocaat te zijn geworden, bekommerde Dethier zich voornamelijk om het algemeen belang. Onder het ancien régime werd hij burgemeester van Theux in het markgraafschap Franchimont.
Bij de revolutie van 1789 nam hij het initiatief om in Polleur de vertegenwoordigers samen te roepen van het gebied Franchimont (Jalhay, Sart, Spa, Theux en Verviers). Hij werd voorzitter van deze bijeenkomst die de naam kreeg van 'Congrès de Franchimont' ook soms 'Congrès de Polleur', en een verklaring opstelde en ondertekende onder de naam Déclaration des droits de l'homme et du citoyen pour le Franchimont.
Toen de Fransen het prinsbisdom binnenvielen in december 1792 riep hij samen met de burgemeester van Spa, Jean-Guillaume Brixhe, een vergadering bijeen die besliste:
- de afzetting van de prins-bisschop,
- de breuk met het keizerrijk,
- de unanieme wens zich bij Frankrijk te hechten.

In 1798 werd hij lid van de Raad van Vijfhonderd maar nam ontslag na 18 Brumaire, uit protest tegen de staatsgreep van Bonaparte. Hij zou later onder het Franse keizerrijk nog lid zijn geweest van het Keizerlijk Wetgevend Lichaam, hoewel dit niet vermeld wordt op zijn curriculum van voormalig Frans parlementslid. Hij werd vervolgens raadsheer bij het hof van beroep in Luik.
In 1830 werd Dethier verkozen voor het Nationaal Congres in het arrondissement Verviers. Met zijn 73 jaar was hij de vierde oudste. Hij nam slechts eenmaal het woord in openbare zitting om de redenen te vermelden die er hem toe brachten de republiek als staatsvorm te verkiezen. Hij bewees met zijn loopbaan al veertig jaar republikeins gezind te zijn: hij was een van de dertien die tegen de monarchie stemden. Hij stemde anderzijds voor de onafhankelijkheid van België en voor de eeuwigdurende uitsluiting van de Nassaus. Voor de eerste ronde over een kandidaat-koning stemde hij dan toch voor de hertog van Nemours. Wanneer voor Leopold van Saksen-Coburg moest gestemd worden, bleef hij afwezig. En ten slotte stemde hij tegen de aanvaarding van het Verdrag der XVIII artikelen.
Naast zijn politieke activiteiten was Dethier ook natuurkundige en taalkundige.
- Op linguïstisch gebied schreef hij werken zoals Les origines wallonnes en Calendrier perpétuel wallon-français, die onuitgegeven bleven.
- Als natuurwetenschapper interesseerde hij zich vooral voor mineralogie en geologie. Rond 1809 heeft hij de 'diallage métalloïde d'Ottré' gevonden bij Vielsalm, een mineraal, genaamd ottreliet, dat voorkomt in die gewesten. Hij vond ook kristallen van magnetiet in de leien van Monthermé (Franse Ardennen).
- Hij is de auteur van de eerste geologische kaart voor een deel van het grondgebied van België, het departement Ourthe, in Luik gepubliceerd in 1802.

## Publicaties
- Le Guide des curieux qui visitent les eaux de Spa, ou indication des lieux où se trouvent les curiosités de la nature et de l'art...servant d'explication et de supplément à la carte géologique et synoptique de l'Ourthe et ses environs, etc., Verviers, 1814, 2e édit., Luik, 1818.
- Essai sur la liberté de la presse, ou notice chronologique des principales discussions et propositions qui ont eu lieu sur cette matière importante, et des dispositions constitutionnelles et législatives qui ont été prises dans les diverses assemblées nationales de France, depuis 1789, Parijs, an VII.
- Coup d' œil sur les anciens volcans éteints de la Kill supérieure (département de l'Ourthe et de la Sarre), avec une esquisse géologique d'une partie des pays d'Entre- Meuse, Moselle et Rhin, Parijs, an IX, 1803.
- Notice chronologique des révolutions opérées sur la fin du XVIIIe siècle, chez les divers peuples compris dans les limites naturelles de la France, séparés d'elle depuis l'asservissement des Gaules, et de leur réunion sociale, à la grande république une et indivisible, Parijs, an VII.
- Souvenirs patriotiques ou fragments d'essais analytiques sur la nature et le système du monde, les principes constitutifs des sociétés civiles, l'histoire politique de l'Europe en général, de la France en particulier, et surtout de quelques-uns de ses départements du nord-est, Parijs, an IX.